# Sites et terminal des bus à Kinshasa
 (mars 2015).
Si vous disposez d'ouvrages ou d'articles de référence ou si vous connaissez des sites web de qualité traitant du thème abordé ici, merci de compléter l'article en donnant les références utiles à sa vérifiabilité et en les liant à la section « Notes et références ».
Kinshasa, capitale de la République démocratique du Congo, connaît un développement urbain considérable accompagné d'une croissance démographique extrêmement importante. Cette croissance a des conséquences directes sur la mobilité de la population qui utilise principalement les voies routières pour ses déplacements par manque de trains, métro, etc.
Ici, est donnée une liste non exhaustive des sites et terminus des véhicules de transport en commun, où les Kinois se dirigent chaque jour pour trouver le transport. 

## Place des Artistes

### Localisation et dénomination
- Localisation : Kalamu / Kasa-Vubu

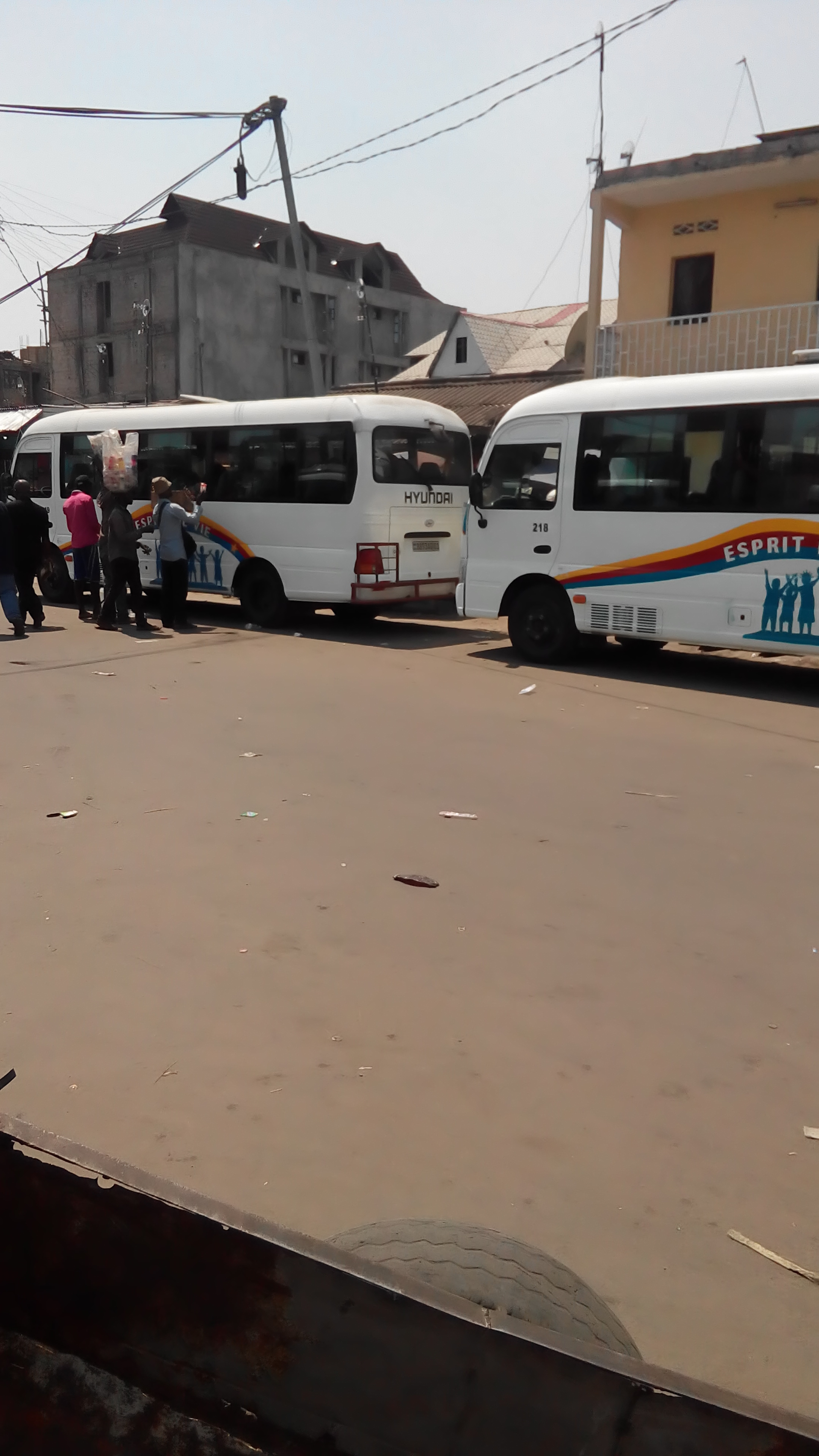
Nouveaux Bus Esprit de Vie à l’arrêt Victoire de Kinshasa

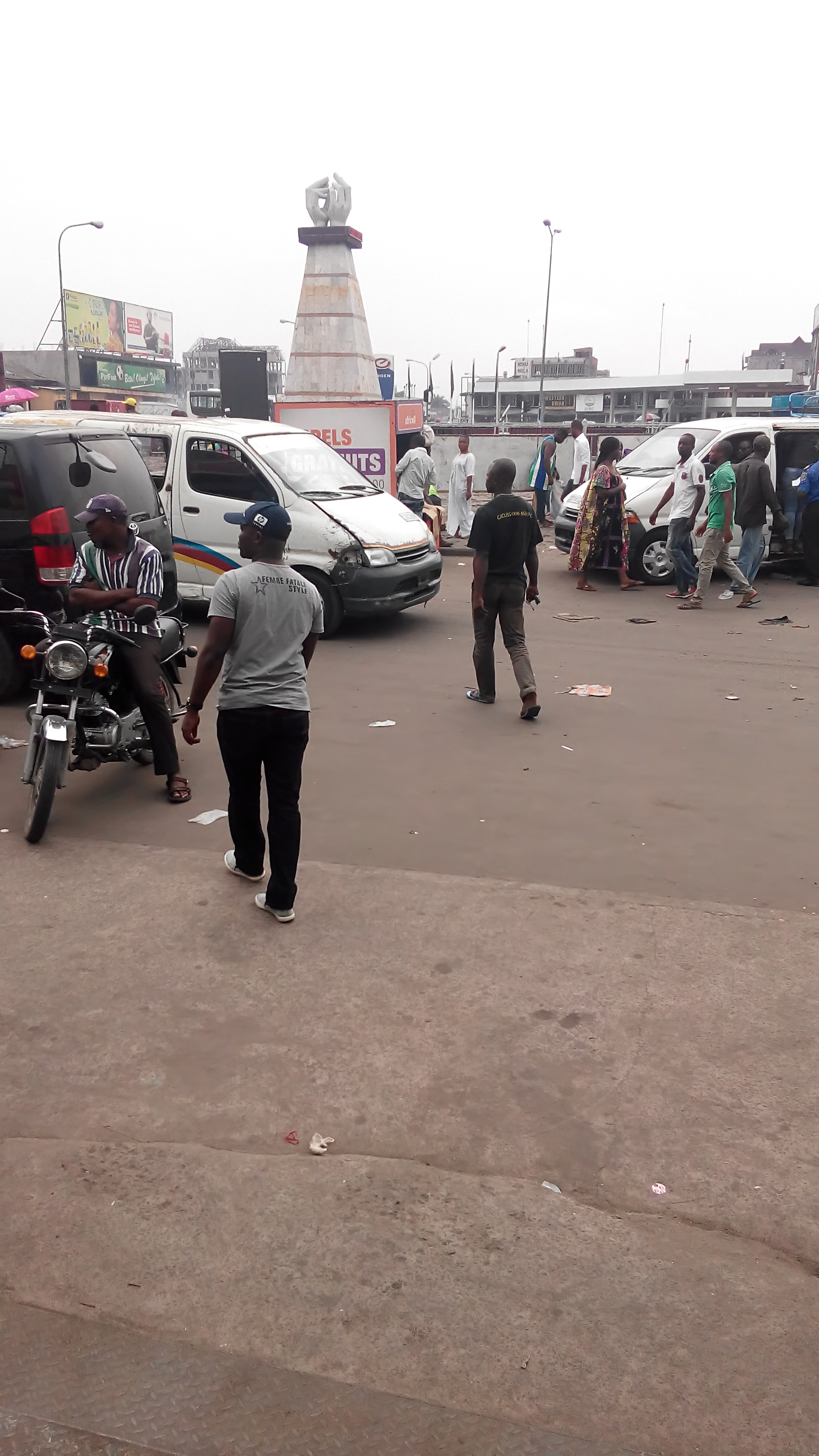
Minibus au niveau de la place des artistes, embarquant pour différentes destinations

- Appellation actuelle : place de la Victoire
- Appellation coloniale : place de la Victoire

### Typologie
- Degré de fréquentation : fort (quatorze lignes)
- Transports : Bus, Mini bus, Taxi

- Équipements Techniques présents: Monument dédié à Luambo Franco (Sculpteur : Alfred Liyolo)
- Éléments patrimoniaux
  - Résidence de l'ancien président Kasa-Vubu
  - Monument dédié au musicien Luambo
- Dysfonctionnement : aucune zone d'ombre ni abri
- Atouts : place identitaire à Kinshasa, lieu de manifestations culturelles

### Information sur le quartier
- Fonction : commerciale, résidentielle
- Équipement : pompe à essence, maison communale de Kalamu, poste de police, église catholique Saint-Joseph, casino, salles des fêtes, hôtels

## Croisement Kimbondo et Pierre Mulele

### Localisation et dénomination
- Localisation : Bandalungwa
- Appellation actuelle : Avenue Mgr Kimbondo
- Appellation coloniale : ex cité Max Horn/ ex cité Moulaert
- Époque de création : 1950-1960[2]

### Typologie
- Nature du site : boulevard
- Degré de fréquentation : moyen (six lignes )
- Transport : mini bus, taxis

- Éléments patrimoniaux
  - Cité de l'OCA
  - Ancienne résidence du Maréchal Mobutu
- Dysfonctionnement : aucune zone d'ombre ni d'abris.
- Atouts : grand espace, zone de stationnement étendue

### Information sur le quartier
- Fonction : commerciale, résidentielle
- Équipement : ministère public des transports, poste de police

## Croisement avenues Kalembelembe et Pierre Mulele (ASSANEF)

### Localisation et dénomination
- Localisation : Lingwala
- Appellation actuelle : croisement des avenues Kalembelembe et Pierre Mulele

### Typologie
- Nature du site : faible (quatre lignes)
- Transport : mini bus, taxis

- Éléments patrimoniaux : 
  - Bâtiment ASSANEF,
  - Maison communale de Lingwala
- Dysfonctionnement : aucun abris
- Atouts : parking

### Informations sur le Quartier
- Fonction : commerciale, résidentielle
- Équipements : maison communale de Lingwala, ASSANEF (pour les veillées mortuaires)

## Croisement avenues du Commerce et Kasa-Vubu

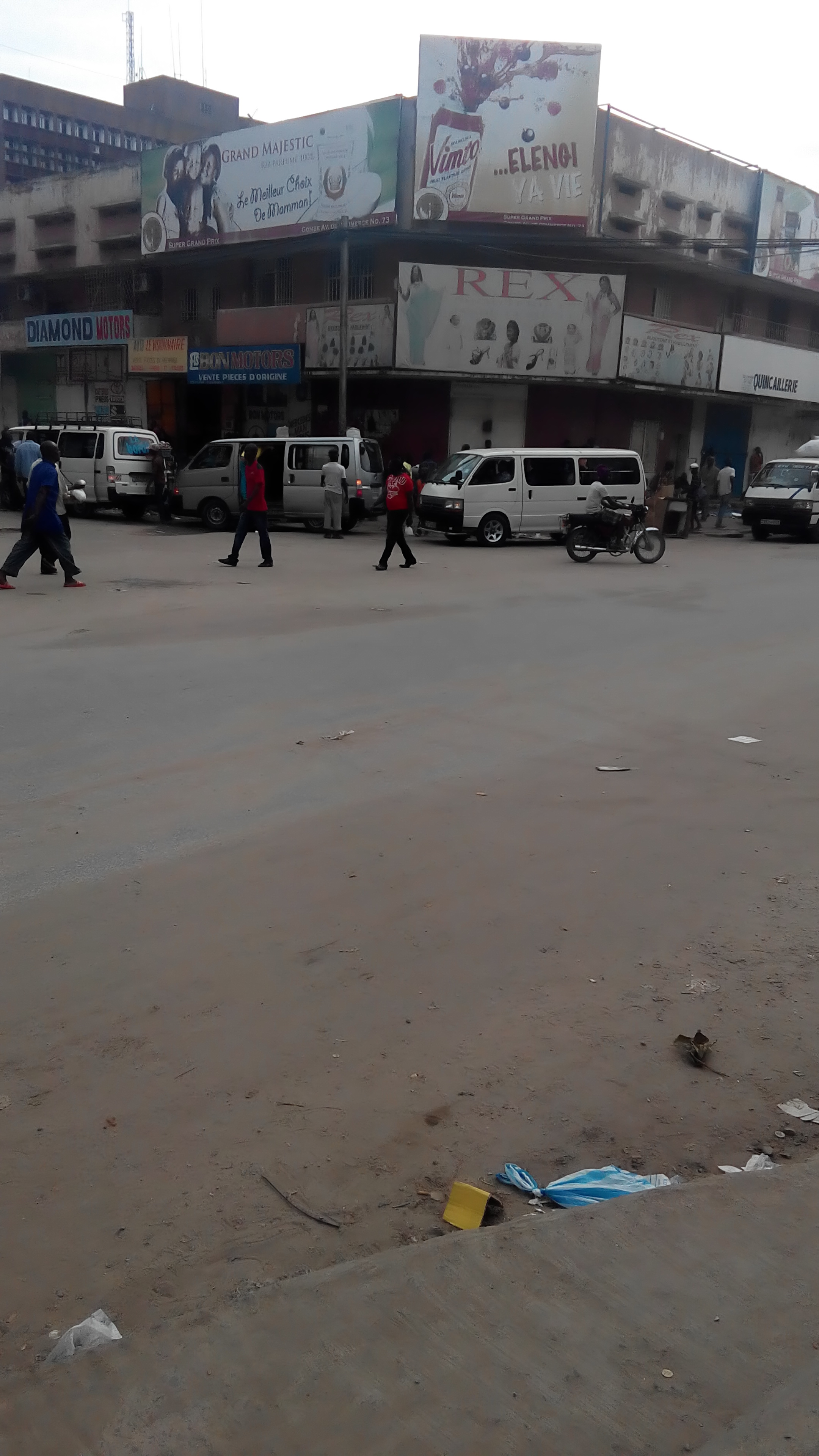
Taxis bus sur l'arrêt avenue du Commerce le 30/04/2015, un jour férié

### Localisation et dénomination
- Localisation : Gombe
- Appellation actuelle : marché central

### Typologie
- Nature du site : carrefour
- Degré d'importance : fort (deux lignes)
- Transport : mini bus, taxis

- Éléments patrimoniaux
  - Marché central de Kinshasa
  - Jardin botanique et zoologique de Kinshasa
  - quelques anciennes villas coloniales
- Dysfonctionnement : trottoirs encombrés, voirie sous-dimensionnée par rapport au flux de circulation actuel, aucun abri
- Atouts : situation privilégiée à côté de grands équipements urbains (marché) et position intermédiaire entre Gombe et les anciennes cités

### Informations sur le quartier
- Fonction : commerciale (marché central), résidentielle
- Équipements : poste de police, hôpital central, morgue, jardin zoologique et jardin botanique de Kinshasa.

## Bon Marché

### Localisation et dénomination
- Localisation : Barumbu
- Appellation actuelle : Bon Marché
- Époque de création : vers 1950

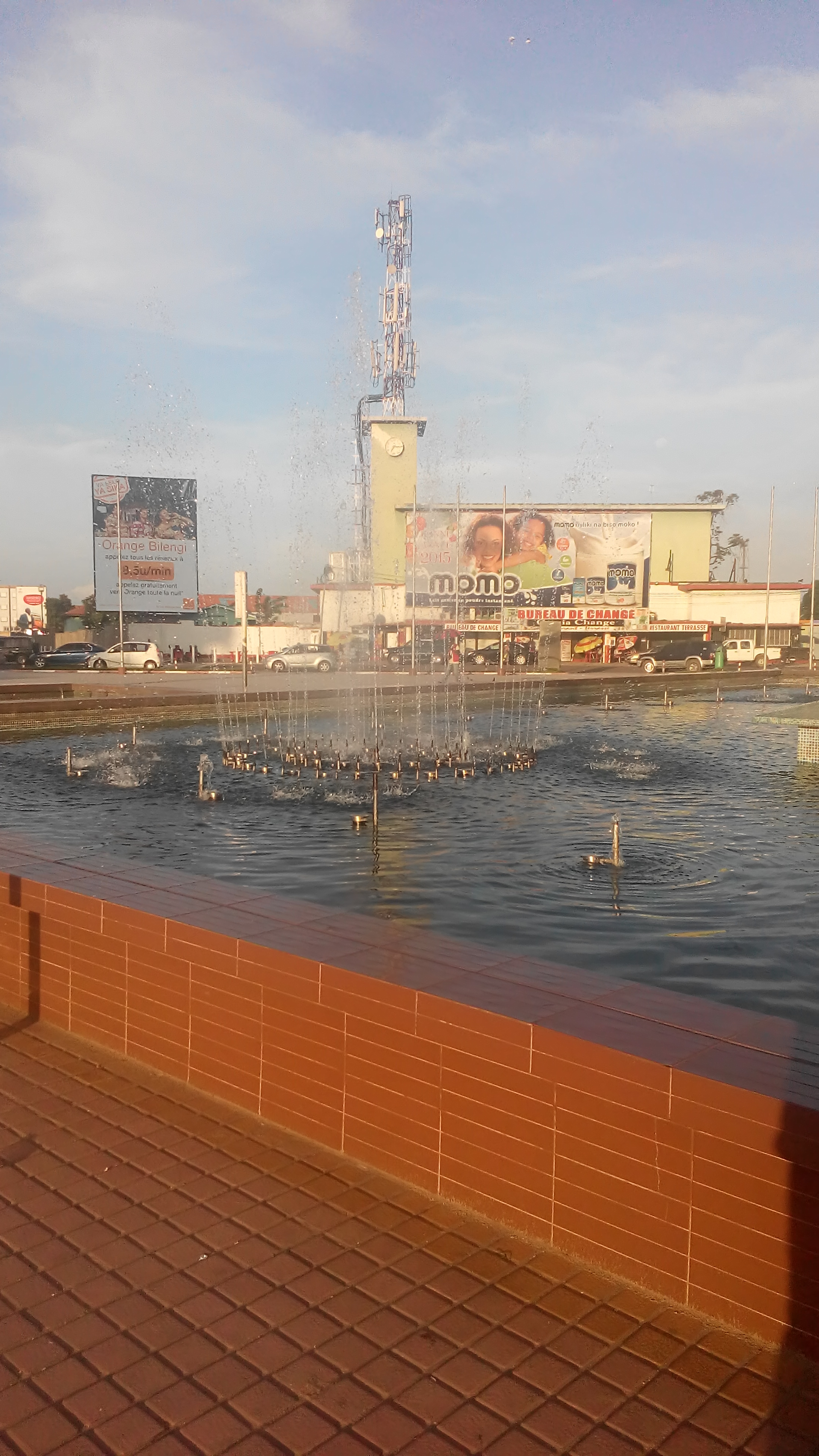
Place de la gare centrale de Kinshasa, vue de l'extérieur de la gare pour le train

### Typologie
- Nature du site : rond-point
- Degré d'importance : fort (quatre lignes)
- Transport : mini bus, taxis
- Plantation : alignement d'arbres de grande taille
- Éléments patrimoniaux : Institut Supérieur des Techniques Appliquées (ISTA)
- Dysfonctionnement : trottoirs encombrés, voirie sous-dimensionnée par rapport au flux de circulation actuel, aucun abri
- Atouts : à proximité de l'aéroport de Ndolo et d'un quartier de divertissement (dancings)

### Informations sur le quartier
- - Fonction : commerciale, résidentielle
  - Équipements : Régies des voies aériennes, Institut Supérieur des Techniques Appliquées, Armée de l'air, hôtels

## Place du 30 juin

### Localisation et dénomination
- Localisation : Gombe
- Appellation actuelle : place de la gare
- Appellation coloniale : Gare de l'Est
- Époque de création : vers 1936-1939, réaménagement en 2010-2012

### Typologie
- Nature du site : place
- Degré d'importance : moyen (trois lignes)
- Transport : Bus, mini bus, taxis
- Revêtements principaux : pavés, béton, asphalte
- type de mobilier présent : bancs, abris de bus
- Autres équipements : 
  - Sculpture : statue de léopard
  - Fontaine/bassin : oui
- Éléments patrimoniaux : gare moderniste de R. Schoentje, tour GECAMINE (ex tour SOZACOM), fontaine et la place
- Dysfonctionnement : aucune zone d'ombre (plantations) et mobilier urbain trop rare (banc)
- Atouts : place majeure à Kinshasa, clôture de la perspective du boulevard du 30 juin, état de conservation satisfaisant

### Information sur le quartier
- Fonction : résidentielle (appartements), bureaux et industrielle
- Équipements : gare, sièges administratifs, église catholique Saint-Anne

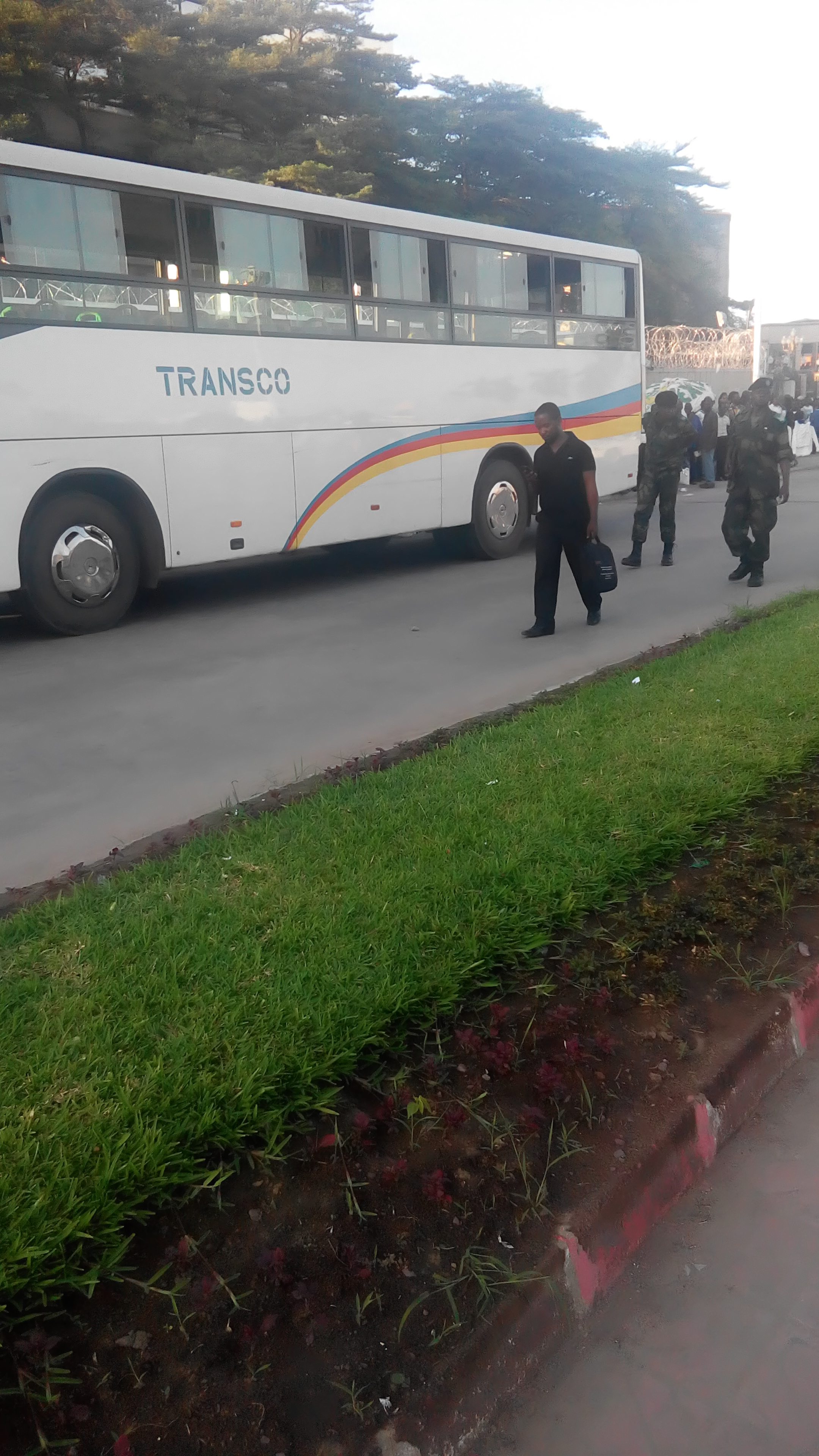
Bus de transport à l'arrêt gare centrale de Kinshasa
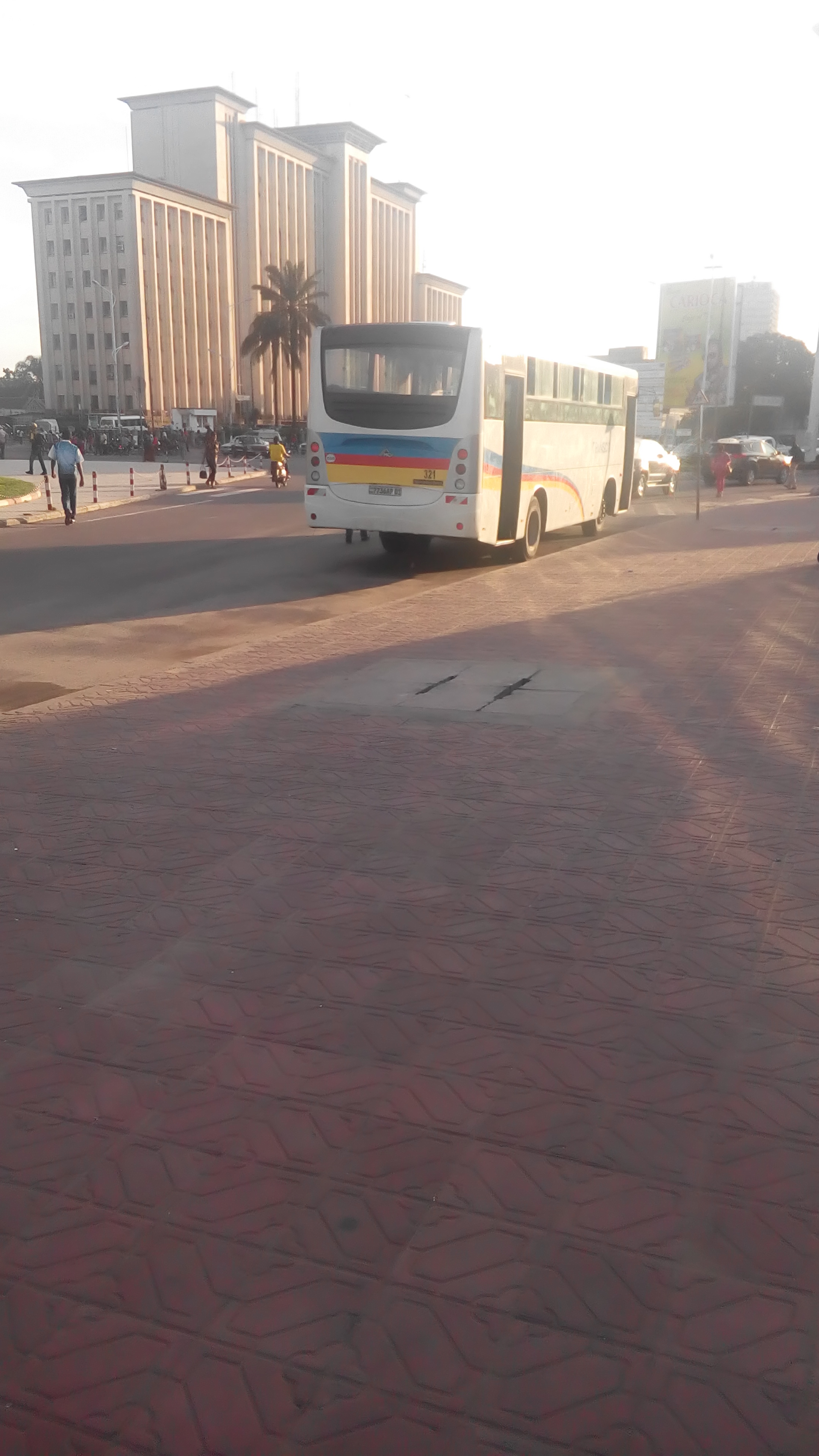
Bus de transport à l'arrêt gare centrale de Kinshasa
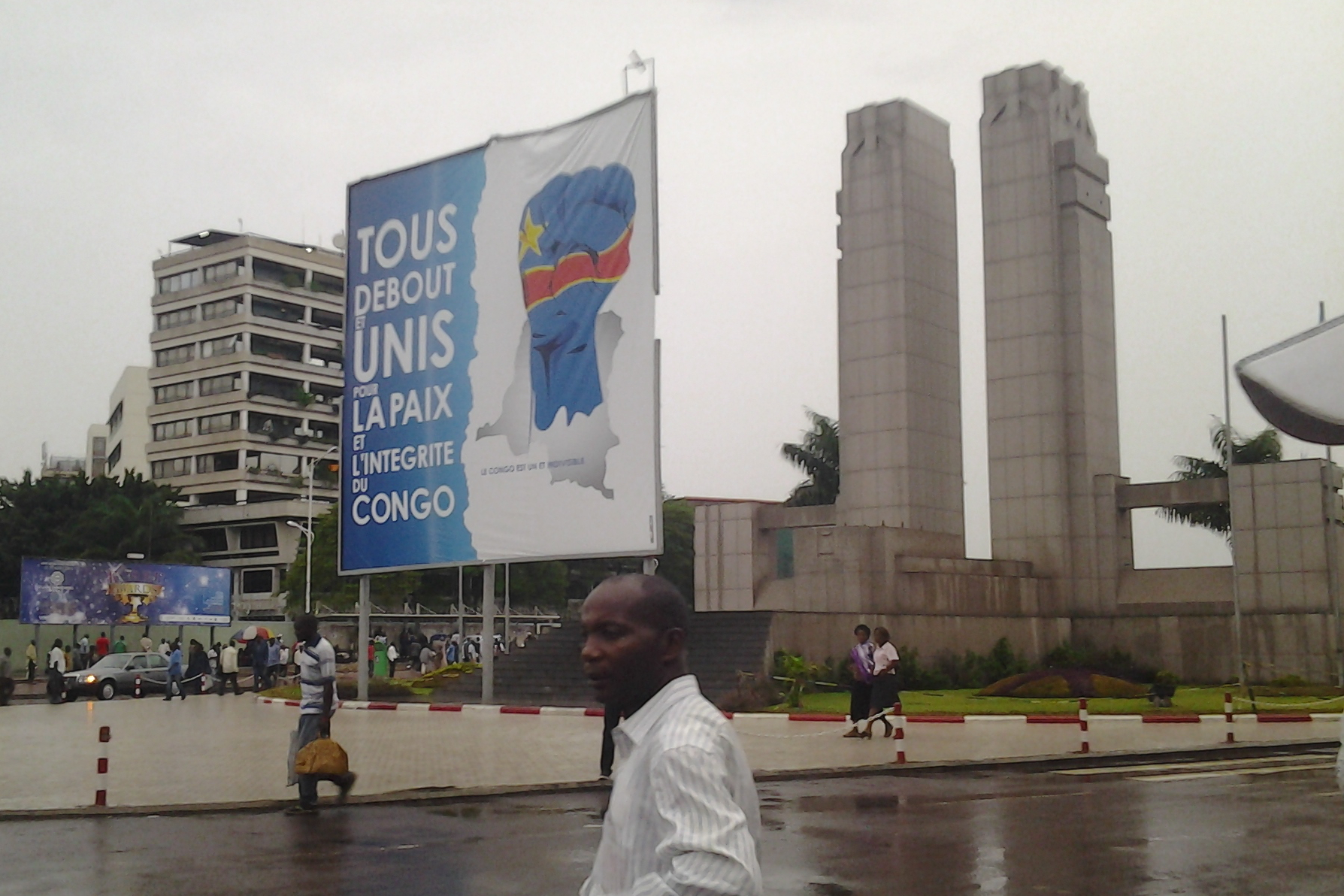
Place de la gare kinshasa, rond-point

## Place commerciale Kintambo magasin

### Localisation et dénomination
- Localisation : Kintambo
- Appellation actuelle : Kintambo magasin
- Appellation coloniale : Gare de l'Ouest
- Appellation vernaculaire : Village du Chef Ngaliema
- Époque de création : vers 1920

### Typologie
- Nature du site : jonction d'un double carrefour de part et d'autre de la voie ferrée
- Degré d'importance : forte (sept lignes)
- Transport : mini bus, taxis, bus
- Équipement : 
  - Îlot directionnel : oui
  - Revêtements principaux : béton, asphalte
  - Type de mobilier présent : auvent en béton
- Éléments patrimoniaux : ancienne gare et anciennes maisons coloniales à ossature métallique
- Dysfonctionnement : trottoirs encombrés, voirie sous-dimensionnée par rapport au flux de circulation actuel, aucun abri, absence de mobilier urbain
- Atout : place commerciale majeure à Kinshasa, proximité de la ligne de chemin de fer, proche du pôle culturel du Mont Ngaliema, potentiel des îlots existant comme zone d'équipement (plantation, sculpture, etc)

### Information sur le quartier
- Fonction : commerciale, résidentielle (rare), industrielle (chantier naval)
- Équipements : pompe à essence, ancienne gare désaffectée

## Marché Bumbu

### Localisation et dénomination
- Localisation : Bumbu
- Appellation actuelle : marché de Bumbu

### Typologie
- Nature du site : avenue
- Degré d'importance : très fort (deux lignes)
- Transport : moto, minibus, taxis
- Revêtements principaux : béton, asphalte
- Dysfonctionnement : aucune zone d'ombre ni abris, absence de mobiliers urbains, trottoirs encombrés, obstruction de la route par le marché, déchets
- Atouts : marché majeur à Kinshasa

### Information sur le quartier
- Fonction : commerciale (marché, chambre froide)
- Équipements : pompe à essence, Ministère des impôts

## Rond-point-Ngaba

### Localisation et dénomination
- Localisation : Ngaba / Makala
- Appellation actuelle : rond-point Ngaba

### Typologie
- Nature du site : rond-point
- Degré d'importance : fort (douze lignes)
- Transport : moto, minibus, taxis
- Mobilier présent : abris de bus
- Dysfonctionnement : aucune zone d'ombre, absence de mobiliers urbains, type de voirie sous-dimensionnée par rapport au flux de circulation, trottoirs encombrés
- Atouts : relie Kinshasa aux communes extérieures et au Bas-Congo

### Information sur le quartier
- Fonction : commerciale, résidentielle
- Équipements : poste de police, église de Jésus des Saints des Derniers Jours, salle des fêtes, hôtels

## Croisement KIANZA et Université

### Localisation et dénomination
- Localisation : Ngaba
- Appellation actuelle : croisement Kianza-Université

### Typologie
- Nature du site : carrefour
- Degré d'importance : moyen (4 lignes)
- Transports : Moto, minibus, taxis
- Dysfonctionnement : aucune zone d'ombre ni abri, trottoirs encombrés, voirie sous-dimensionnée par rapport au flux de circulation actuel
- Atouts : position centrale par rapport à la maison communale

### Informations sur le quartier
- Fonction : commerciale, résidentielle

## Unikin

### Localisation et dénomination
- Localisation : Lemba
- Appellation actuelle : Unikin
- Époque de création : vers 1950-1960[3]

### Typologie
- Nature du site : route 2 bandes
- Degré d'importance : moyen (6 lignes)
- Transport : Bus, minibus, taxi, moto

### Atouts
- Éclairage public
- Réseau d'égouttage/caniveau
- Asphalte, béton, abris de bus
- Station située dans une zone arborée, plusieurs grands arbres, valeur paysagère

### Dysfonctionnement
- manque d'équipements de base,
- danger d'érosion,
- absence de mobiliers urbain

- Éléments patrimoniaux : Université de Kinshasa

### Information sur le quartier
- Fonction : académique et scientifique
- Équipements : bibliothèque, université

## Lemba Terminus

### Localisation et appellation
- Localisation : Lemba
- Appellation actuelle : Lemba-Terminus
- Appellation vernaculaire : village Lemba
- Époque de création : vers 1955

### Typologie
- Nature du site: rond-point
- Degré d'importance : fort (6 lignes)
- Transports : moto, minibus, taxis, bus
- Revêtements principaux : asphalte, béton, terre battue
- Dysfonctionnement : aucune zone d'ombre ni d'abris, absence de mobiliers urbains, trottoirs encombrés, voirie sous-dimensionnée par rapport au flux de circulation actuelle
- Atouts : potentiel du rond-point existant comme zone d'équipement (plantation, sculpture, etc)

### Information sur le quartier
- Fonction : commerciale (marché), résidentielle
- Équipements : poste de police, toilettes publiques

## Lemba Super

### Localisation et dénomination
- Localisation : Lemba
- Appellation actuelle : Super-Lemba
- Appellation coloniale : Lemba
- Appellation vernaculaire : Village Lemba
- Époque de création : vers 1950-1960

### Typologie
- Nature du site : rond-point
- Degré d'importance : fort (six lignes)
- Transport : motos, minibus, taxis
- Revêtements principaux : asphalte, terre battue
- Éléments patrimoniaux : cité de l'OCA
- Dysfonctionnement : aucun abri, absence de mobilier urbain, trottoirs encombrés, voirie sous-dimensionnée par rapport au flux de circulation actuel
- Atouts : zone de jeux, terrasses de café, détente, potentiel du rond-point existant comme zone d'équipement (plantation, sculpture, etc.)

### Information sur le quartier
- Fonction : commerciale, résidentielle
- Équipements : poste de police, latrines publique

## Pont Matete

### Localisation et dénomination
- Localisation : Matete-Limété
- Appellation actuelle : Pont Matete
- Appellation vernaculaire : village bokwango

### Typologie
- Nature du site : pont et carrefour
- Degré d'importance : moyen (6lignes)
- Transport : minibus, taxis, motos
- Revêtements principaux : asphalte, terre battue
- Dysfonctionnement : aucun abris, absence de mobiliers urbains
- Atouts : point de vue sur la tour de Limété

### Information sur le quartier
- Fonction : commerciale, résidentielle
- Équipements : pont de Limété

## Place Commerciale de Limete (7°Rue)

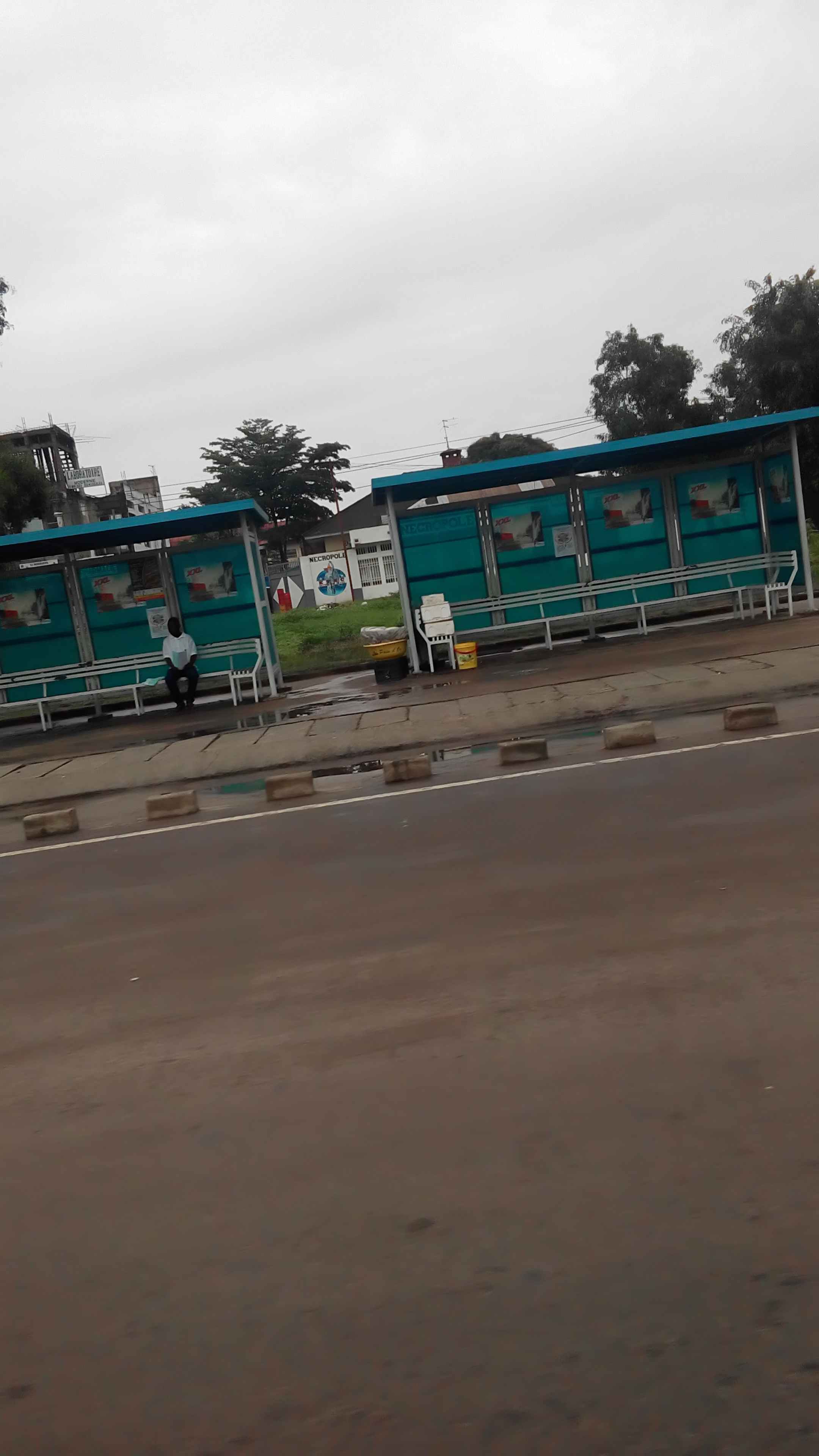
Sièges à l'arrêt 7°rue résidentiel

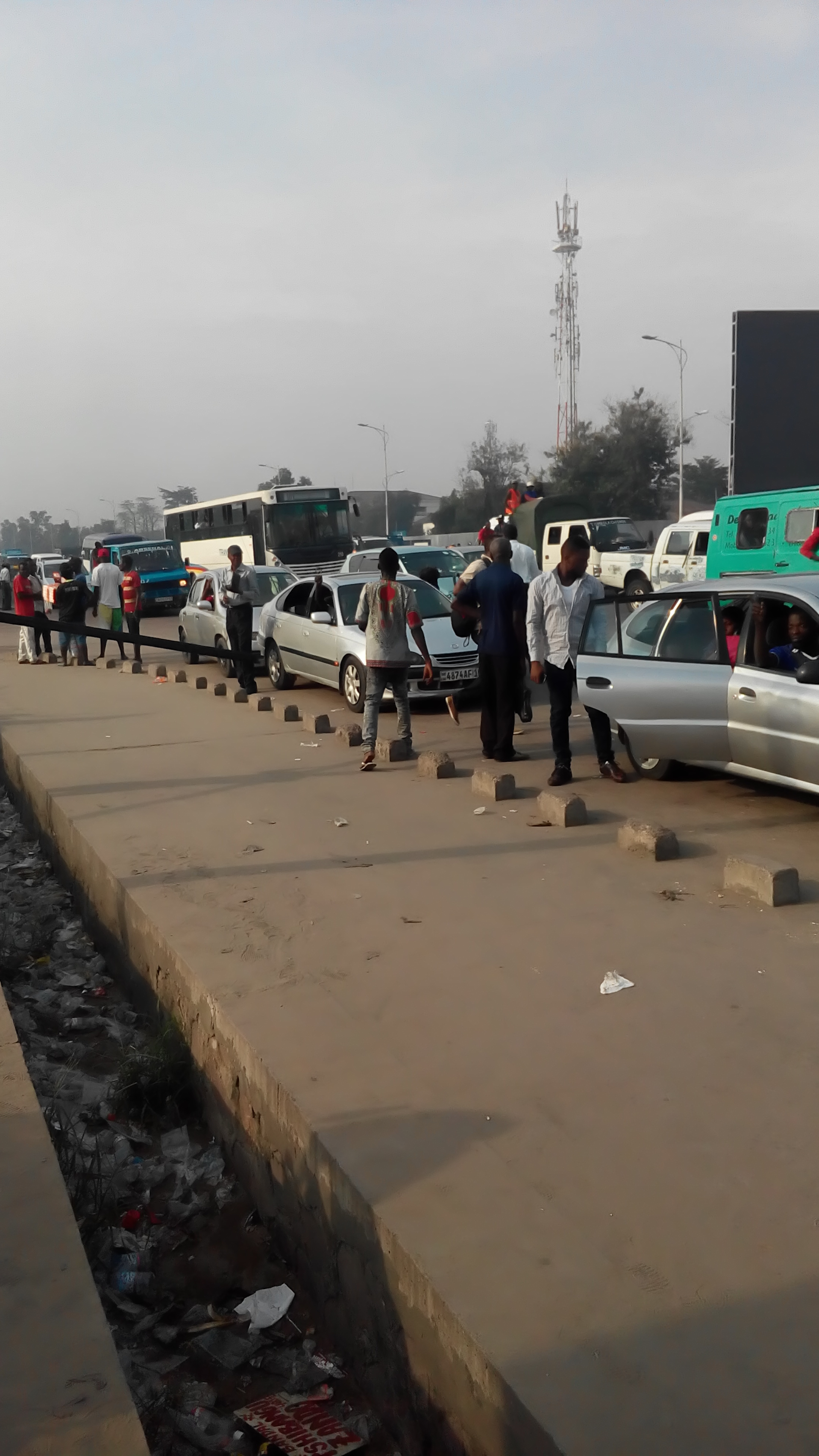
Véhicule de transport au niveau de Limete 7°Rue, côté industriel

### Localisation et dénomination
- Localisation : Limete
- Appellation actuelle : place commerciale de Limete
- Appellation coloniale : Limete

### Typologie
- Nature du site : boulevard (Nationale 1)
- Degré de fréquentation : moyen (cinq lignes)
- Transports : motos, minibus, taxis
- Revêtements principaux : asphalte, béton, sable
- Plantation : place bordée d'arbres de grande taille)
- Éléments patrimoniaux : bâtiment BCDC
- Dysfonctionnement : aucun abris, absence de panneaux d'indication, absence de mobiliers urbains
- Atouts : belle place arborée (ombrage), air de jeux, supermarché, banque

### Information sur le quartier
- Fonction : commerciale, résidentielle
- Équipements : bureaux, terrain de basket, supermarché

## Kingabwa (UZAM)

### Localisation et dénomination
- Localisation : Limete
- Appellation actuelle : Uzam Kingabwa
- Appellation vernaculaire : village Kingabwa

### Typologie
- Nature du site : avenue
- Degré de fréquentation : moyen (4 lignes)
- Transport : motos, taxis, minibus
- Revêtements principaux : asphalte, terre battue, béton
- Éléments patrimoniaux : ancienne gare le long du chemin de fer
- Dysfonctionnement : aucune zone d'ombre ni d'abris, absence de mobiliers urbains, aucun stationnement taxis
- atouts : avenue et trottoirs larges

### Information sur le quartier
- Fonction : commerciale, résidentielle
- Équipements : poste de police

## Place Quartier 1 (Croisement Boulevard Lumumba et AV. Mama Mobutu)

### Localisation et dénomination
- Localisation : Ndjili
- Appellation actuelle : boulevard Lumumba/avenue Mama Mobutu

### Typologie
- Nature du site : carrefour
- Degré de fréquentation : moyen en journée et fort le soir (7 lignes)
- Transports : motos, taxis, minibus, bus
- Réseau d'égouttage/caniveau : couvert de deux côtés
- Éclairage public (luminaire) : balises au sol
- Revêtements principaux : asphalte, terre battue, béton
- Éléments patrimoniaux : poste de police de type coloniale (toiture au double versants et débordante)
- Dysfonctionnement : aucune zone d'ombre ni d'abris, absence de mobiliers urbains, mauvaise évacuation des eaux
- Atouts : zone arborée avec présence d'espaces de détentes

### Information sur le quartier
- Fonction : commerciale, résidentielle
- Équipements : poste de police

## PlaceSainte-Thérèse

### Localisation et dénomination
- Localisation : Ndjili
- Appellation actuelle : arrêt Sainte Thérèse

### Typologie
- Nature du site : carrefour
- Degré de fréquentation : moyen (7 lignes)
- Transports : motos, taxis, minibus, bus
- Revêtements principaux : asphalte, terre battue
- Plantation : zone arborée à l'arrière de la station-service
- Éléments patrimoniaux : église catholique Sainte Thérèse
- Dysfonctionnement : difficulté pour traverser le boulevard, aucune zone d'abris, mauvaises évacuation des eaux
- Atouts : zone arborée

### Information sur le quartier
- Fonction : commerciale, résidentielle
- Équipements : station-service, poste de police, église Sainte-Thérèse

## Marché de la Liberté

### Localisation et dénomination
- Localisation : Masina
- Appellation actuelle : Marché de la Liberté
- Appellation coloniale : Masina, quartier General Motors
- Époque de création : circa 1960[4]

### Typologie
- Nature du site : place
- Degré de fréquentation : fort (4 lignes)
- Transports : bus, minibus, taxis
- Revêtements principaux : asphalte, terre battue
- Plantation : (zone arborée à l'arrière)
- Éléments patrimoniaux : ancienne usine General Motors
- Dysfonctionnement : absence de mobiliers urbains, mauvaise évacuation des eaux
- Atouts : place de parking, espace de transition entre le marché et la route

### Information sur le quartier
- Fonction : commerciale (marché de la liberté)
- Équipements : poste de police, société nationale d'électricité

## Rond-Point Huilerie

### Localisation et dénomination
- Localisation : Lingwala
- Appellation actuelle : rond-point huilerie

### Typologie
- Nature du site : carrefour
- Degré de fréquentation : moyen (7 lignes)
- Transports : minibus, taxis, motos
- Revêtements principaux : asphalte et terre battue
- Éléments patrimoniaux : stade des Martyrs à proximité
- Dysfonctionnement : aucune zone d'ombre, absence de panneaux d'indication routière et d'information
- Atouts : abris de bus, à proximité du centre-ville et grand espace disponible pour accueillir d'éventuel mobilier urbain

### Information sur le quartier
- Fonction : commerciale, résidentielle
- Équipements : centre médical